# ヌーリスターン州
ヌーリスターン州（ヌーリスターンしゅう、ペルシア語: نورستان）は、アフガニスタン東部の州である。面積は9267平方キロメートル（34州中23位）、総人口は約14万人（34州中34位）、人口密度は15人/平方キロ（34州中31位）である。ヌーリスタン県と表記されることもある。州都はパールーン。

## 名称
ヌーリスターンとは、光に照らされた土地という意味である。

## 地理

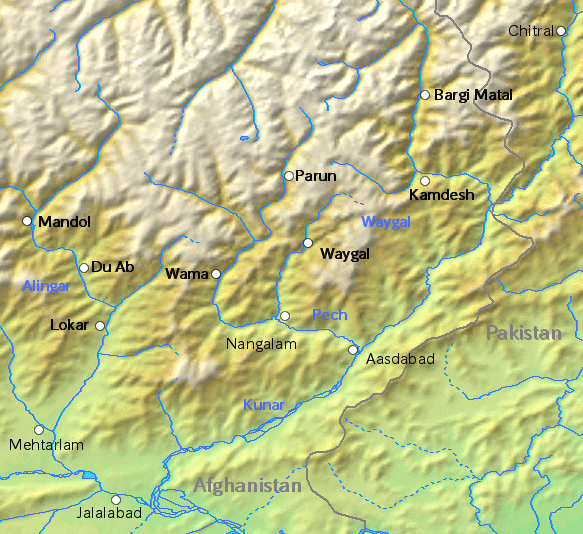
ヌーリスターン州の地図。ヌーリスターン州の町は黒い太字で表記してある。

ヌーリスターン州は4,000m以上の山々が連なるヒンドゥークシュ山脈の山中にある。州内はアリーンガール川 やペーチ川 など3つの河川流域に分かれており、ラグマーン州のカーブル川やクナル州のクナル川に注いでいる。

## 気候
冬季は厳しい寒さに見舞われる。2017年2月にアフガニスタン全域を襲った寒波では、ヌーリスターン州の被害が最も深刻で、雪崩や寒波による死者の数は少なくとも68人となった。

### 雪崩災害
厳しい地形と気象条件により、冬季には雪崩が州内で多数発生する。2012年には45人以上、2017年には68人以上が死亡した。

## 歴史

### 古代
ヌーリスターン人はインド・ヨーロッパ祖語話者の末裔だと考えられている。また、ヌーリスターンはアレクサンドロス大王が遠征の際に通過した土地にあたるので、ヌーリスターン人はアレクサンドロス大王の末裔だという風説も西欧にある

### 近世・近代
1890年代まで、この地域はカーフィリスターン (ペルシア語で『不信仰者の地」の意)として知られていた。民族的に他地域とは異なる、アニミズムを信仰する約60,000人のヌーリスターン人 (ヌーリスターン語派話者) が居住していたからである。しかし1895年 - 1896年にこの地はアブドゥッラフマーン・ハーンに征服され、住民はイスラム教に強制的に改宗させられた。そして土地の名も、異教の民がイスラームの光に照らされたとしてヌーリスターン (光の地) と改称された。

### 冷戦時代
1978年にはアフガニスタン民主共和国が成立し、翌年ソビエト連邦軍が軍事介入してアフガニスタン紛争 (1978年-1989年)が始まった。ムジャーヒディーンはアフガニスタン各地でゲリラ活動を繰り広げたが、1981年頃のヌーリスターン州はその中でも特にゲリラ活動が活発な地域の1つだった。州東部はマラウイ・アフザルの軍閥が支配し、サウジアラビアやパキスタンの支援を受けて半独立状態にあった。その頃のヌーリスターン州はラグマーン州やクナル州の一部だったが、1988年7月に独立した州になった。

### アメリカ同時多発テロ事件以降
2001年9月、アメリカ同時多発テロ事件が起き、10月にはアメリカ合衆国がアフガニスタンに侵攻し、有志連合や北部同盟と共に戦闘を開始した。しかしターリバーンなどはパキスタンの連邦直轄部族地域へ逃げ込み、国境地帯のヌーリスターン州やクナル州でゲリラ活動を展開した。2003年7月、連合軍はマウンテン・リゾルブ作戦を実施し、イスラム党の指揮官グラム・サヘを殺害した。2004年10月に第一回の大統領選挙が実施され、ヌーリスターン州ではハーミド・カルザイ大統領が最多得票（約58％）を得た。2005年頃のヌーリスターン州では国境警備の警察が無いこと、僻地で労働者が集まらないこと、Kushtuz族とKamdish族の12年間にわたる対立、Arans族とWigal族の土地と水争い、州西部のZunya族とPeyar族の対立などが問題になっていた。2006年4月、連合軍はマウンテン・ライオン作戦（Operation Mountain Lion）を実施したが、8月に反政府軍がカームデーシュ郡のアメリカ軍基地を攻撃した。10月には国際治安支援部隊（ISAF）がアフガニスタン東部で活動を開始した。2008年6月、ワーイガル郡のアメリカ軍前哨基地がターリバーンやイスラム党 (ヘクマティヤール派)、ラシュカレトイバなどに攻撃されてワナトの戦いが起き、アメリカ軍がワーイガル郡から撤退した。

### 第二回大統領選挙後
2009年8月に第二回の大統領選挙が実施され、ヌーリスターン州ではハーミド・カルザイ大統領が最多得票（約46％）を得た。しかし10月にカームデーシュの戦いが起き、2012年6月にはカームデーシュ郡の政府関係の建物が襲撃されるなど（死亡10人以上、負傷20人以上）、州の東部を中心に不安定な状態が続いている。一方、州の治安部隊は人員や武器、食料の不足により士気が上がらず、州知事や州警察の長官は武器や給料の横領により逮捕され、住民は病院や道路の整備の遅れにより不満を募らせている。このような状況下で反乱軍は8郡中4郡（バルギ・マタール郡やカームデーシュ郡、ワーイガル郡、デューアーブ郡）を掌握しており、奪還の目処は立っていないと言う。2014年4月、第三回の大統領選挙が実施され、ヌーリスターン州ではアブドラ・アブドラ元外相が最多得票（約38％）を得た。

### 第四回大統領選挙後
2021年2月のPajhwok Afghan Newsの電話調査によると、ターリバーンはマンドール郡を完全に支配していると言う。

## 行政区分
州都を含め1市7県を擁する。

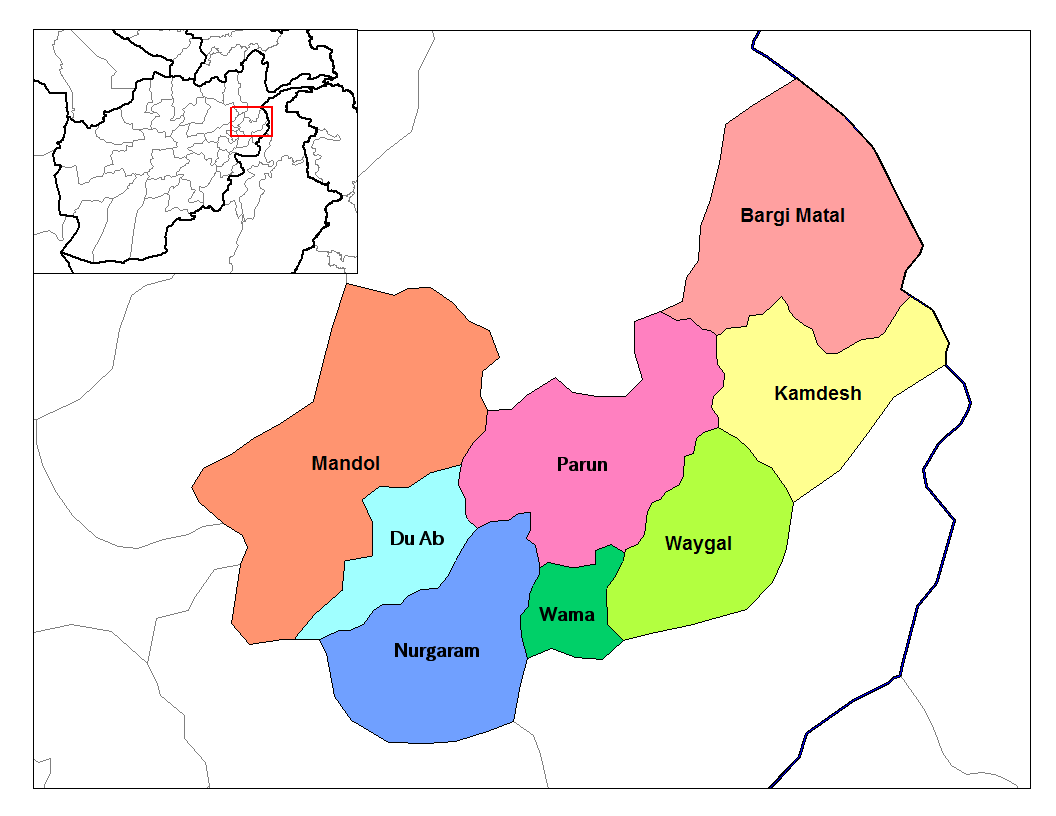
ヌーリスターン州の行政区分

1. Barg-i Matal（バルギ・マタール郡[4]） - カム族[19]
2. Du Ab（デューアーブ郡[4]） - カタ族[19]
3. Kamdesh （カームデーシュ郡[4]）- en:Kamdesh, Nuristan、カム族の本拠地[19]
4. Mandol（マンドール郡[4]） - カム族[19]
5. Nurgaram（ヌールガラーム郡[4]）
6. Parun（パールーン郡[4]） - 州都パルーン
7. Wama（ワーマー郡[4]） - アスコリ族の本拠地、カタ族[19]
8. Waygal（ワーイガル郡[4]） - カタ族の本拠地[19]

## 産業

### 農業
| 種類         | 生産量      | 順位 |
| ------------ | ----------- | ---- |
| 小麦         | 1万7000トン | 34位 |
| とうもろこし | 6160トン    | 20位 |
| 大麦         | 5940トン    | 32位 |
| りんご       | 35トン      | 24位 |
| 桃           | 11トン      | 25位 |
| 綿花         | 5.5トン     | 15位 |
| ザクロ       | 1トン       | 22位 |

ヌーリスターン州のとうもろこし（34州中20位）やリンゴ（34州中24位）、桃（34州中25位）の生産量は全国的に見て平均より少なく、小麦（34州中34位）や大麦（34州中32位）の生産量は全国的に見ても最下位レベルである。

## 交通
幹線道路はカーブルからラグマーン州やクナル州までは繋がっているが、ヌーリスターン州には届いていない。州内の約4分の3の道路は自動車で通行できず、1年を通して通行可能な道路は1割しかない。中央政府はヌールガラーム郡などで橋の建設を行っている。

## 住民

### 民族
ヌーリスターン人には6つの主要部族があり、カタ族（38％）とカルシャ族（30％）が最も多く、アスコリ族（12％）やカム族（10％）、サトラ族（5％）やパルスーン族（4％）が続く。

### 言語
ヌーリスターン州の主要言語はヌーリスターン語（78％）であり、パシャイ語（15％）が続く。識字率は14％である。

## 小説・映画
- The Phantom 'Rickshaw and other Eerie Tales』ラドヤード・キプリング作（1888年）
- 『王になろうとした男』ショーン・コネリー主演（1975年）